# Haçıalmuradlı
Haçıalmuradlı är en ort i Azerbajdzjan.   Den ligger i distriktet İmişli Rayonu, i den sydöstra delen av landet, 160 km väster om huvudstaden Baku. Antalet invånare är 1 232.
Terrängen runt Haçıalmuradlı är mycket platt. Närmaste större samhälle är Imishli, 17,3 km nordväst om Haçıalmuradlı. 
Trakten runt Haçıalmuradlı består till största delen av jordbruksmark. Runt Haçıalmuradlı är det ganska tätbefolkat, med 58 invånare per kvadratkilometer.